# Funkhouseria
Funkhouseria is een geslacht van halfvleugeligen uit de familie schuimcicaden (Cercopidae). De wetenschappelijke naam van dit geslacht is voor het eerst geldig gepubliceerd in 1938 door Lallemand.

## Soorten
Het geslacht Funkhouseria  is monotypisch en omvat slechts de volgende soort:
- Funkhouseria quadripunctata (Walker, 1858)